# Hà Du Long
Hà Du Long (tiếng Anh: Lawrence Ho Yau Lung, sinh năm 1977) là doanh nhân Hồng Kông quốc tịch Canada, con trai của ông trùm sòng bạc Hà Hồng Sân và vợ hai Lam Quỳnh Anh.
Năm 2001, Hà Du Long tiếp quản hoạt động tại Melco International (Tập đoàn Quốc tế Tân Hào). Sau khi nắm giữ chức vụ CEO và giám đốc điều hành, Hà Du Long đưa công ty tái tập trung vào hoạt động vui chơi giải trí, cho xây dựng và vận hành các khu nghỉ dưỡng sòng bạc ở Ma Cao, Philippines và Cộng hòa Síp. Với giá trị tài sản ròng ước tính vào khoảng 2,2 tỷ đô la, anh được nhận danh hiệu "CEO xuất sắc nhất Châu Á" tại giải thưởng Asian Excellence Awards lần thứ 7 năm 2018.

## Tiểu sử
Hà Du Long là con út và con trai duy nhất của bà Lam Quỳnh Anh, vợ hai của ông trùm sòng bạc Hà Hồng Sân. Anh sinh ra tại Hồng Kông, theo học trường nam sinh Wah Yan College, Hồng Kông (香港華仁書院).
Sau đó anh theo mẹ sang Canada định cư, theo học tại Upper Canada College, và tốt nghiệp Đại học Toronto nhận bằng cử nhân thương mại năm 1999.
Anh nhận bằng tiến sĩ danh dự của Đại học Edinburgh Napier, Scotland vào tháng 7 năm 2009.

## Sự nghiệp

### 1999–2003: Ngân hàng và các câu lạc bộ Mocha
Tháng 9 năm 1999 Hà Du Long bắt đầu làm việc trong ngân hàng đầu tư, đầu tiên là tại Asia Derivatives Group của Jardine Fleming và sau đó sang Citibank. Trở thành cổ đông của iAsia Technology vào năm 2000, đến tháng 10 anh bắt đầu quản lý các hoạt động hàng ngày của iAsia và được bổ nhiệm làm chủ tịch và phó chủ tịch.
Sau khi mua 26% cổ phần chiếm đa số, vào tháng 11 năm 2001, Hà Du Long được bổ nhiệm làm giám đốc điều hành nhóm của Melco International Development Limited. Được giao phụ trách các hoạt động thường ngày của Melco, anh bắt đầu tái tập trung vào mảng hoạt động vui chơi giải trí. Anh đổi mới thương hiệu nhà hàng Jumbo của Melco và tiếp tục mở rộng Melco thành tài chính và công nghệ, liên kết công ty với các công ty như VC Brokerage và i-Asia.
Lãnh thổ Ma Cao của Trung Quốc bắt đầu cấp giấy phép sòng bạc mới vào năm 2002, phá vỡ sự độc quyền của Hà Hồng Sân đối với các sòng bạc trong khu vực và cho Melco cơ hội đầu tư vào cờ bạc Trung Quốc. Hà Du Long trao đổi cha mình với một đề nghị hợp tác trong các dự án sòng bạc mới và Melco đã mua một nửa cổ phần trong một khu nghỉ dưỡng sòng bạc theo kế hoạch từ Hà Hồng Sân với giá 13 triệu USD, đồng ý "tham gia phát triển khách sạn và sau đó quản lý phòng máy trò chơi điện tử". Các câu lạc bộ Mocha của Melco được mở vào năm 2003, đã giúp giới thiệu "cửa hàng máy đánh bạc kiểu cafe" tại Ma Cao, vốn chưa phổ biến vào thời điểm đó.

### 2004–2011: CEO của Melco International
Năm 2004 Hà Du Long và Melco International đã hợp tác với công ty sòng bạc Crown Limited Australia của James Packer tạo nên liên doanh Melco Crown Entertainment. Hà Du Long được bổ nhiệm làm CEO và giám đốc điều hành của Melco Crown Entertainment vào tháng 12 năm 2004, với việc Hà Du Long và Packer đều là đồng chủ tịch. Vào tháng 3 năm 2006, Melco Crown đã chi 900 triệu đô la Mỹ để mua sáu giấy phép vận hành trò chơi giải trí cuối cùng của Ma Cao từ Wynn Resorts. Giấy phép cho phép Melco Crown "vận hành không giới hạn số sòng bạc, các bàn chơi bài và máy móc tại Ma Cao cho đến tháng 6 năm 2022". và công ty bắt đầu phát triển sòng bạc đầu tiên của mình.
Dưới sự điều hành của Hà Du Long đến năm 2006 Melco International đã có lãi. Hà Du Long được bổ nhiệm làm chủ tịch và CEO của Melco International vào ngày 15 tháng 3 năm 2006, và Melco Crown được niêm yết trên sàn chứng khoán NASDAQ vào tháng 12 năm 2006. Vào tháng 7 năm 2007, Melco Crown cho ra mắt Altira Macau được xây dựng với giá 1,45 tỷ đô la. Vào năm 2009, Melco Crown đã khai trương khu nghỉ dưỡng sòng bạc City of Dreams trị giá 2,4 tỷ USD tại Cotai. Melco Crown đã niêm yết cổ phiếu trên sàn chứng khoán Hồng Kông vào cuối năm 2011.

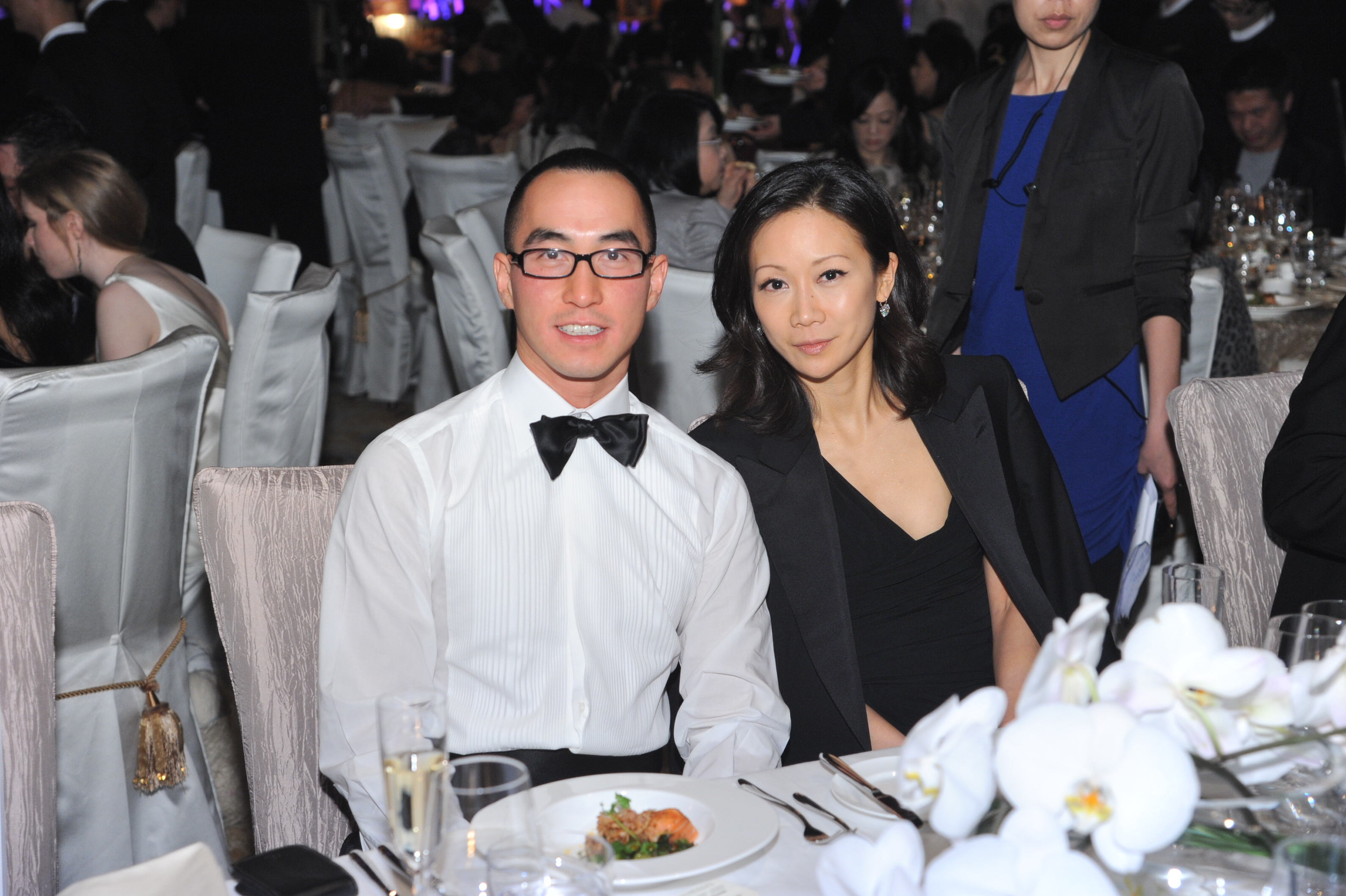
Hà Du Long và vợ La Tú Nhân tại sự kiện từ thiện

## Đời tư
Ngày 16 tháng 11 năm 2000, Hà Du Long kết hôn với La Tú Nhân (罗秀茵), cháu gái của ông La Quế Tường (Lo Kwee-seong, 罗桂祥), người sáng lập của thương hiệu Vitasoy, một công ty đồ uống sữa đậu nành nổi tiếng ở Hồng Kông. Hai người là bạn học cùng trường. Vợ anh sinh được một cô con gái sau sáu năm, tên là Hà Khai Tử (何开梓). Một số phương tiện truyền thông cho biết Hà Du Long đã quen với các anh chị em khác đấu tranh cho quyền lực vì vậy anh không muốn con gái mình cũng phải trải qua chuyện này. Anh mong muốn con cái lớn lên thuận lợi, vì vậy đã thảo luận với vợ về việc không sinh con thứ hai.